# Anselm Feuerbach
Anselm Friedrich Feuerbach (født 12. september 1829 i Speyer, død 4. januar 1880 i Venedig) var en tysk maler, søn af Joseph Anselm Feuerbach og sønnesøn af Paul Johann Anselm von Feuerbach.
Feuerbach studerede i Düsseldorf (1845-47), München og Antwerpen (1851-54) samt i Paris, hvor han var elev hos Thomas Couture. Han malede i denne tid portrætter, nøgne og dekorative billeder; af hans større malerier viser Hafez (1852) afgjort påvirkning af Coutures stil, mens den i året 1854 udførte Digteren Pietro Aretinos død med sine mange figurer og sin overflod af stof mere minder om Hippolyte Delaroche. I 1855 rejste han til Italien og opholdt sig i Rom 1857-72. Der malede han romantiske og idylliske motiver så som Ariostos haver , Hafez ved brønden, Legende børn, Badende børn og En italiensk moder med sine børn. Disse kan ses i Sammlung Schack i München, hvor også En romansk kvinde og Pietà (begge fra 1863) findes. I 1862 mødte Feuerbach greve Adolf Friedrich von Schack, der bestilte kopier af ældre italienske mestre hos ham og introducerede ham til Arnold Böcklin og Hans von Marees; de tre kunstnere blev kendt som "Deutschrömer" ("Tyske romerne") på grund af deres præference for italiensk kunst frem for tysk.
I årene 1873-1876 var han professor i historiemaleri ved Wien Kunstakademi, og malede i denne periode Titanerne nedstyrtes (i olie i 1874 i Neue Pinakothek, München, loftsbilledet i aulaen til Wien Kunstakademi, afdækket først i 1893, så rummets dekorering i øvrigt blevet fuldbyrdet af andre malere). Skuffet over modtagelsen i Wien af hans Titanernes nedstyrtes rejste han til Venedig, hvor han døde i 1880.
Feuerbach var lidet populær og lidet forstået af sin samtid. Hans retning stod i skarp og uforsonlig modsætning af de herskende strømninger, til den historiske realisme, som blev repræsenteret af Karl von Piloty og dennes skole, og til Hans Makarts yppige og overfladiske kolorisme, som gav Wien-maleriet dets karakter. Hans syn på antikken var forskelligt fra de anerkendte klassicister, han søgte antikkens stille ro og ligevægt uden at imitere dens former. Man bebrejdede ham hans maleriers udramatiske indhold, og man gik glip af den germanske karakter, som man på dette tidspunkt ville se, selv i antikke motiver.
Bedst repræsenteret er Feuerbach i Staatliche Museen zu Berlin, Sammlung Schack i München, museer i Karlsruhe og Hannover.
Feuerbach blev begravet på Saint-Johanniskirkegården i Nürnberg (grav 715). I april 1880 blev der afholdt en stor mindeudstilling for ham i Berlins Alte Nationalgalerie. Den aforistisk selvbiografi Ein Vermächtnis (1882), udkom efter hans død, udgivet af hans stedmor, Henriette.
Malerens død inspirerede Johannes Brahms til kompositionen Nänie over Friederich Schillers digt af samme navn.

## Galleri
- Anselm Feuerbach, Hafis, 1852, Kunsthalle Mannheim
- Anselm Feuerbach, Nanna, 1860, Staatliche Kunsthalle Karlsruhe
- Anselm Feuerbach, Iphigenie (første udgave), 1862,Hessisches Landesmuseum Darmstadt
- Anselm Feuerbach,  Ariost’s Have, 1863, Sammlung Schack
- Anselm Feuerbach, Platos gæstebud, fra 1871 til 1874, Alte Nationalgalerie
- Anselm Feuerbach, Titanerne nedstyrtes, 1875-80, Wien Kunstakademi